# Mumbai Express
Mumbai Express est un film indien en tamoul réalisé par Singeetham Sreenivasa Rao, sorti le 15 avril 2005.
Cette comédie est écrite et produite par Kamal Haasan qui y tient également le premier rôle aux côtés de Manisha Koirala. Le film est tourné simultanément en hindi avec une distribution différente à l'exception des deux acteurs principaux et sort sous le titre Mumbai Xpress.

## Distribution
- Kamal Haasan : Avinasi
- Manisha Koirala : Ahalya
- Nassar : Rao
- Santhana Bharathi : Chettiar
- Ramesh Aravind : Thambhu
- Pasupathy : Chidambaram
- Sharat Saxena : Saxena